# (23310) Siriwon
(23310) Siriwon est un astéroïde de la ceinture principale.

## Description
(23310) Siriwon est un astéroïde de la ceinture principale. Il fut découvert le 4 janvier 2001 à Socorro (Nouveau-Mexique) par le projet LINEAR. Il présente une orbite caractérisée par un demi-grand axe de 2,26 UA, une excentricité de 0,08 et une inclinaison de 4,9° par rapport à l'écliptique.

## Compléments